# Werner Ignaz Jans
Werner Ignaz Jans (* 14. Februar 1941 in Winterthur; † 28. Oktober 2022 ebenda) war ein Schweizer Bildhauer, Radierer, Zeichner und Kunstpädagoge. Sein Werk umfasst Skulpturen, Plastiken, Reliefs, Zeichnungen, Druckgrafiken, Tuschzeichnungen, Holzschnitte, Platzgestaltungen sowie Kunst am Bau.

## Leben und Werk

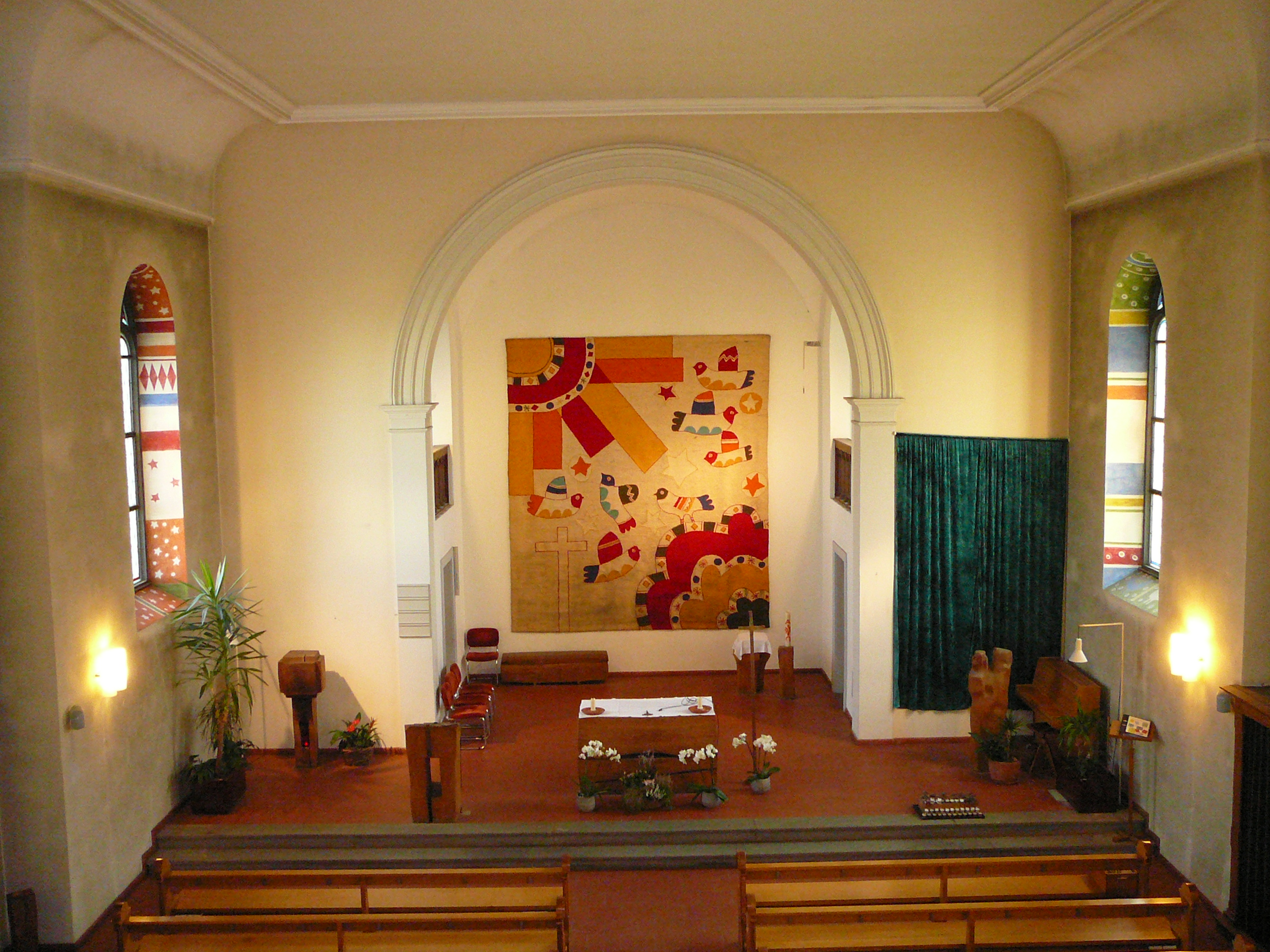
Römisch-katholische Pfarrkirche St. Pirminius Pfungen

Seine frühe Kindheit verbrachte Werner Ignaz Jans in der Nähe von Ulm; nach dem Kriegsende wuchs er in der Schweiz auf. 1958 besuchte er den Vorkurs an der Zürcher Kunstgewerbeschule und begann eine Grafikerlehre. 1961 entschied er sich jedoch für einen Wechsel an die Kunstakademie Düsseldorf, wo er sich bis 1965 in der Klasse des Bildhauers Manfred Sieler ausbilden liess. Ab 1965 war er als freischaffender Bildhauer tätig. Von 1970 bis 1990 war er Dozent an der Schule für Gestaltung in Zürich. Zusammen mit Hans Bach,  Victor H. Bächer und Erich Sahli gründete er 1991 die Gruppe Zürcher Expressive Figuration (ZEF). Ebenfalls trat er der Künstlergruppe Winterthur bei. Er war mit der Künstlerin Irma Städtler verheiratet und lebte in Riet (Neftenbach) und in Bistagno.
In den 1970er-Jahren arbeitete der Bildhauer bevorzugt mit Stein und bediente sich einer abstrakten, organischen Formensprache. Ab den 1980er-Jahren benutzte er als Werkstoff überwiegend Holz. Daneben arbeitete er vereinzelt auch noch mit Stein und Bronze. Ein wichtiges Thema bei seinen ab den 1980er-Jahren entstandenen Holzskulpturen war die Beziehung zwischen Mensch und Tier oder Menschen in existenzieller Not. Seine Skulpturen besitzen oft farbliche Akzente. Neben den Skulpturen fertigte er auch grossformatige Holzschnitte und Zeichnungen an. In den 1990er-Jahren griff der Künstler als Werkstoff auf alte piemontesische Weinfässer zurück, die er zerlegte und wiederverwertete.

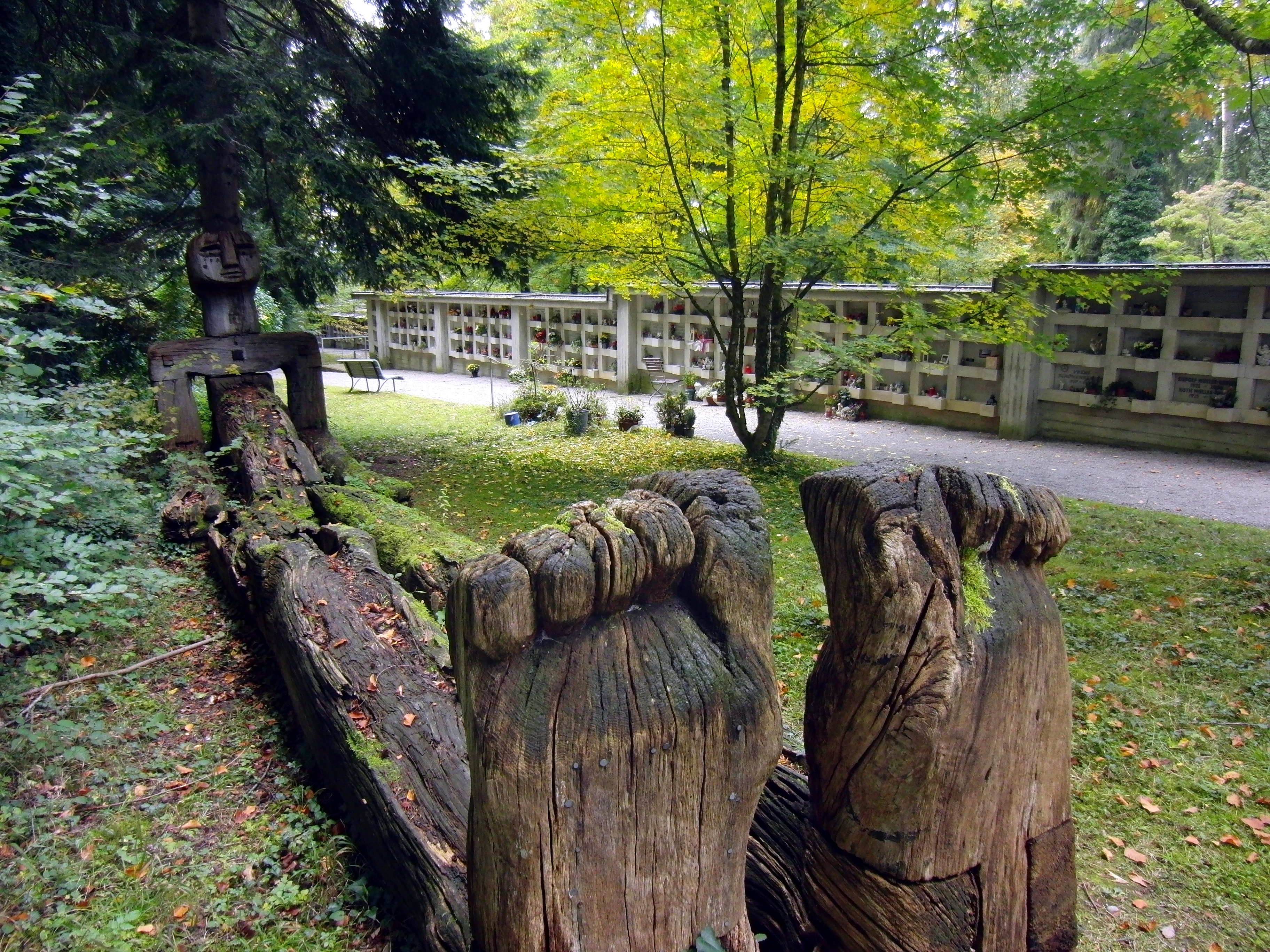
Holidi auf dem Friedhof Rosenberg

Jans’ Werke waren immer wieder Teil von Ausstellungen im In- und Ausland.  Ab den 1970er-Jahren führte Jans im Kanton Zürich und im Kanton Thurgau zahlreiche Aufträge für Arbeiten im öffentlichen Raum aus. 1973 übernahm er gemeinsam mit Ernst Egli die Raumgestaltung der katholischen Kirche St. Josef in Töss. 1979 entwarf er Spielskulpturen für die Brühlgutstiftung. 1985 fertigte Werner Ignaz Jans im Auftrag der Lignum einen elf Meter langen, liegenden Holzmann aus Eichenholz an. Dieser wurde 1986 von der Stadt Winterthur übernommen. «Holidi» oder «Dä Holzmaa» befand sich über 30 Jahre lang im Oberen Graben in Winterthur und wurde 2015 auf den Friedhof Rosenberg transferiert. Gemeinsam mit Hans Bach schuf er 1988 Figurensäulen für das Schulhaus Ausserdorf und 1990 die Bronzeskulptur «Frau mit Fisch» für den Park bei der Firma Rieter in Töss. 1991 folgte die Holzskulptur «Exodus» bei der Gewerbeschule.
Zwischen 2000 und 2002 kam eine Skulpturengruppe für die Überbauung Lindenallee in Seen hinzu. 2005 liess die Stadt Winterthur die Holzskulptur «Sitzende» im Stadthaus aufstellen. Mit dem Umzug der Stadtverwaltung im Jahr 2015 wurde auch dieses Kunstwerk in den Superblock transferiert. Für die reformierte Kirche in Seen gestaltete er die «Kinder von Noli». 2005 widmete ihm das Kunstmuseum Winterthur eine Einzelausstellung, wo er auch seinen ersten Film präsentierte. Die Stadt Winterthur hat darüber hinaus eine grössere Anzahl von seinen Werken angekauft. Sie sind Teil der städtischen Kunstsammlung, darunter auch das «sitzende Schwein».
2022 wurde er mit dem Kulturpreis der Stadt Winterthur ausgezeichnet. Die feierliche Übergabe des Kulturpreises erlebte der Künstler nicht mehr. Werner Ignaz Jans verstarb am 28. Oktober 2022 im Alter von 81 Jahren an einem schweren Krebsleiden.

## Monografie
- Werner Ignaz Jans – Bildhauer. Alataverlag, Elsau 2021, ISBN 978-3-033-08678-4.